# Villa Fröhlich

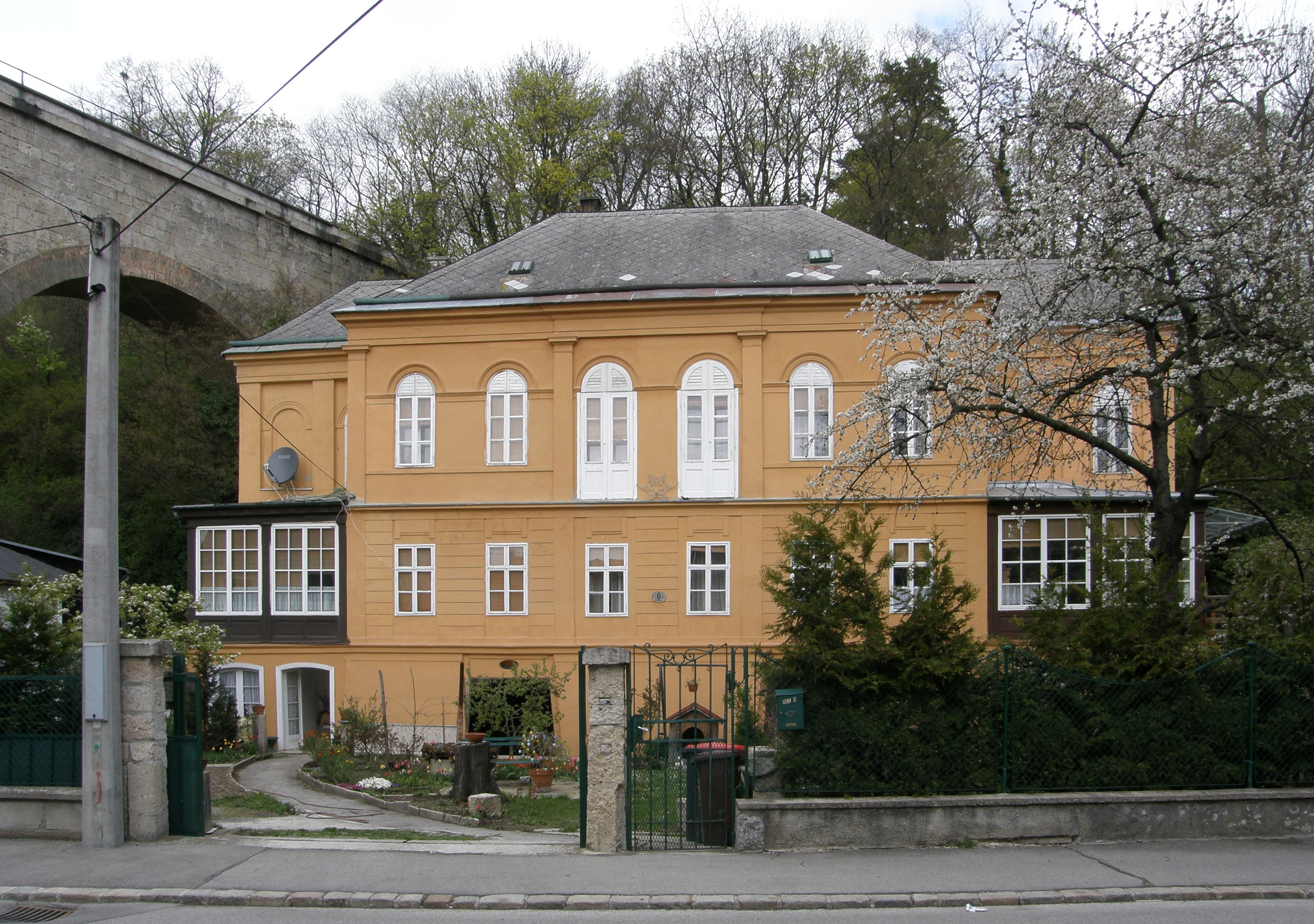
Villa Fröhlich

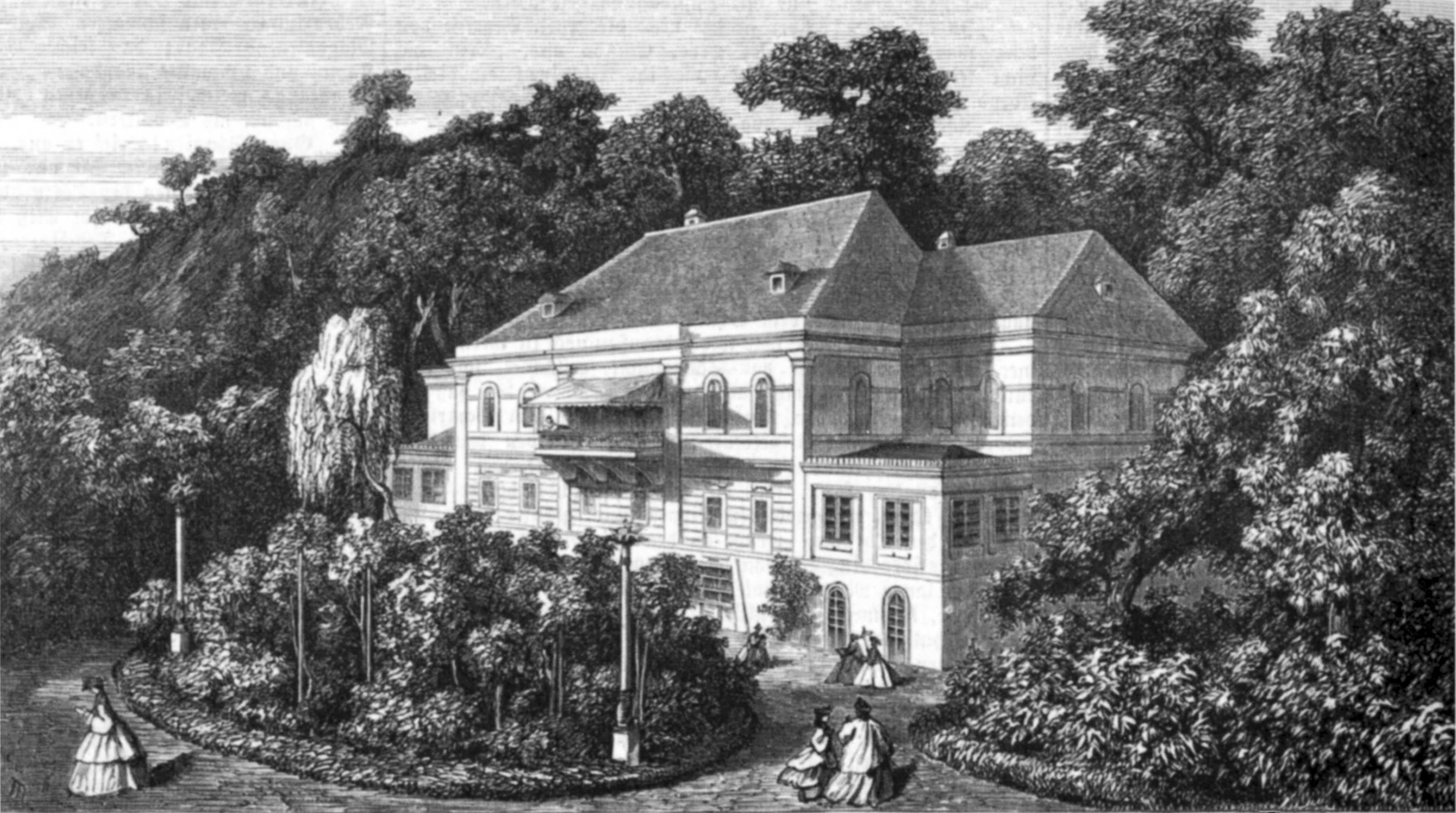
Villa Fröhlich (1863)

Die Villa Fröhlich in Baden bei Wien in der Karlsgasse 6 ist eine Biedermeier-Villa, die unter Denkmalschutz steht.

## Geschichte
Die Villa wurde 1837 von Karl Leopold, dem Polier von Joseph Kornhäusel, erbaut und wird somit den Biedermeierbauten von Kornhäusel zugeordnet.
Bauherr war der Jäger und Förster Josef Felbiger, der im Jahr 1834 das Gelände am Fuße des Tachensteines unterhalb der Parkanlage von Marcellina Gräfin Alexandrowicz (1756–1826) kaufte. Felbiger ließ einen Felsvorsprung des Tachensteins sprengen und konnte so eine Gasse anlegen, welche die Marchetstraße mit der Weilburg verband. Die Gasse hieß zunächst noch Alexandrowiczgasse, bevor sie um 1840 nach dem Besitzer der Weilburg, Erzherzog Karl, benannt wurde, der bis heute Namensgeber dieser Karlsgasse ist.
Felbiger verkaufte die Villa nach Fertigstellung an Anna Schattera und nach einigen Besitzerwechseln, darunter auch Baron Franz von Hernfels, wurde sie 1854 von den Geschwistern Betti und Maria Fröhlich gekauft, die der Villa ihren Namen gaben. Die beiden Schwestern betrieben das Institut Fröhlich, eine Lehr- und Erziehungsanstalt für Mädchen, eine der bekanntesten Bildungsanstalten für höhere Töchter in Wien. Die Villa in Baden wurde im Sommer vom Instituts genutzt, sodass ca. 3000 Mädchen, darunter mehr als „100 aus den höchsten Kreisen“ ausgebildet, wie historischen Zeitungen (Neue Illustrierte Zeitung aus 1884) zu entnehmen ist, in ca. 50 Jahren die Villa als ihre Unterkunft nutzten.
Nach dem Tod von Betti Fröhlich im Jahr 1889 löste sich die Anstalt auf und die Villa ging in Privatbesitz über.

## Architektur
Die zweigeschoßige Biedermeiervilla ist gemäß Denkmalschutzbescheid charakterisiert durch einen stark vortretenden Hauptteil, in dem das auf dem Sockel-Halbgeschoß aufgehende Stockwerk als gebändertes Sockelgeschoß ausgebildet ist. Im Hauptgeschoß weist der pfeilerflankierte zweiachsige Mittelrisalit Rundbogentüren auf, die zweiachsigen Seiten Rundbogenfenster.